# 1846 Bengt
1846 Bengt је астероид главног астероидног појаса са пречником од приближно 11,41 km.
Афел астероида је на удаљености од 2,672 астрономских јединица (АЈ) од Сунца, а перихел на 2,004 АЈ.
Ексцентрицитет орбите износи 0,142, инклинација (нагиб) орбите у односу на раван еклиптике 3,184 степени, а орбитални период износи 1306,020 дана (3,575 године).
Апсолутна магнитуда астероида је 13,10 а геометријски албедо 0,078.
Астероид је откривен 24. септембра 1960. године.